# Olympische Sommerspiele 2024/Triathlon
Bei den Olympischen Spielen 2024 in Paris wurden am 31. Juli und 5. August drei Wettbewerbe im Triathlon ausgetragen. Neben den beiden Einzelwettbewerben für Männer und Frauen war eine Mixed-Staffel Teil des Programms. Der Start sowie das Ziel war der Pont Alexandre III. Geschwommen wurde in der Seine. In den frühen Morgenstunden des 30. Juli wurde nach wiederholter Prüfung der Wasserqualität entschieden, den Start des Männer-Triathlons vom 30. Juli auf den 31. Juli zu verschieben, sodass am gleichen Tag der Männer- und Frauenwettbewerb stattfand. Bereits zuvor wurden wegen der schlechten Wasserqualität zwei Trainings abgesagt.

## Zeitplan
| Zeitplan Triathlon | Zeitplan Triathlon | Zeitplan Triathlon | Zeitplan Triathlon | Zeitplan Triathlon | Zeitplan Triathlon | Zeitplan Triathlon | Zeitplan Triathlon |
| Wettbewerbe        | Juli 2024          | August 2024        | August 2024        | August 2024        | August 2024        | August 2024        |                    |
| Frauen             | 31.                | 1.                 | 2.                 | 3.                 | 4.                 | 5.                 |                    |
| ------------------ | ------------------ | ------------------ | ------------------ | ------------------ | ------------------ | ------------------ | ------------------ |
| Einzel             |                    |                    |                    |                    |                    |                    |                    |
| Männer             | 31.                | 1.                 | 2.                 | 3.                 | 4.                 | 5.                 |                    |
| Einzel             |                    |                    |                    |                    |                    |                    |                    |
| Mixed              | 31.                | 1.                 | 2.                 | 3.                 | 4.                 | 5.                 |                    |
| Staffel            |                    |                    |                    |                    |                    |                    |                    |

|  | Medaillenentscheidung |

## Bilanz

### Medaillenspiegel
| Platz  | Land               | Gold | Silber | Bronze | Gesamt |
| ------ | ------------------ | ---- | ------ | ------ | ------ |
| 1      | Großbritannien     | 1    | –      | 2      | 3      |
| 2      | Frankreich         | 1    | –      | 1      | 2      |
| 3      | Deutschland        | 1    | –      | –      | 1      |
| 4      | Neuseeland         | –    | 1      | –      | 1      |
| 4      | Schweiz            | –    | 1      | –      | 1      |
| 4      | Vereinigte Staaten | –    | 1      | –      | 1      |
| Gesamt | Gesamt             | 3    | 3      | 3      | 9      |

### Medaillengewinner
| Disziplin     | Gold                                                            | Silber                                                                 | Bronze                                                                   |
| ------------- | --------------------------------------------------------------- | ---------------------------------------------------------------------- | ------------------------------------------------------------------------ |
| Einzel Männer | Alex Yee (GBR)                                                  | Hayden Wilde (NZL)                                                     | Léo Bergère (FRA)                                                        |
| Einzel Frauen | Cassandre Beaugrand (FRA)                                       | Julie Derron (SUI)                                                     | Beth Potter (GBR)                                                        |
| Staffel Mixed | DeutschlandTim Hellwig Lisa Tertsch Lasse Lührs Laura Lindemann | Vereinigte StaatenSeth Rider Taylor Spivey Morgan Pearson Taylor Knibb | GroßbritannienAlex Yee Georgia Taylor-Brown Samuel Dickinson Beth Potter |

## Qualifikation
Es konnten sich folgende Nationen qualifizieren:
| Nation             | Männer Einzel | Frauen Einzel | Mixed-Staffel | Gesamt   | Gesamt       |
| Nation             | Männer Einzel | Frauen Einzel | Mixed-Staffel | Athleten | Quotenplätze |
| ------------------ | ------------- | ------------- | ------------- | -------- | ------------ |
| Argentinien        |               | 1             |               | 1        | 1            |
| Aserbaidschan      | 1             |               |               | 1        | 1            |
| Australien         | 2             | 2             | X             | 4        | 5            |
| Barbados           | 1             |               |               | 1        | 1            |
| Belgien            | 2             | 2             | X             | 4        | 5            |
| Bermuda            | 1             | 2             |               | 3        | 3            |
| Brasilien          | 2             | 2             | X             | 4        | 5            |
| Chile              | 2             |               |               | 2        | 2            |
| China              |               | 1             |               | 1        | 1            |
| Dänemark           | 1             | 1             |               | 2        | 2            |
| Deutschland        | 3             | 3             | X             | 6        | 7            |
| Ecuador            |               | 1             |               | 1        | 1            |
| Frankreich         | 3             | 3             | X             | 6        | 7            |
| Großbritannien     | 2             | 3             | X             | 5        | 6            |
| Guam               |               | 1             |               | 1        | 1            |
| Hongkong           | 1             |               |               | 1        | 1            |
| Island             |               | 1             |               | 1        | 1            |
| Israel             | 1             |               |               | 1        | 1            |
| Italien            | 2             | 3             | X             | 5        | 6            |
| Japan              | 2             | 1             |               | 3        | 3            |
| Kanada             | 2             | 1             |               | 3        | 3            |
| Kasachstan         |               | 1             |               | 1        | 1            |
| Kolumbien          |               | 1             |               | 1        | 1            |
| Luxemburg          |               | 1             |               | 1        | 1            |
| Marokko            | 1             |               |               | 1        | 1            |
| Mauritius          | 1             |               |               | 1        | 1            |
| Mexiko             | 2             | 2             | X             | 4        | 5            |
| Neuseeland         | 2             | 2             | X             | 4        | 5            |
| Niederlande        | 2             | 2             | X             | 4        | 5            |
| Norwegen           | 2             | 2             | X             | 4        | 5            |
| Österreich         | 2             | 2             | X             | 4        | 5            |
| Polen              |               | 1             |               | 1        | 1            |
| Portugal           | 2             | 2             | X             | 4        | 5            |
| Rumänien           | 1             |               |               | 1        | 1            |
| Schweden           |               | 1             |               | 1        | 1            |
| Schweiz            | 2             | 2             | X             | 4        | 5            |
| Spanien            | 3             | 2             | X             | 5        | 6            |
| Südafrika          | 2             | 1             |               | 3        | 3            |
| Togo               | 1             |               |               | 1        | 1            |
| Tschechien         |               | 1             |               | 1        | 1            |
| Ungarn             | 2             | 1             |               | 3        | 3            |
| Vereinigte Staaten | 2             | 3             | X             | 5        | 6            |
| Gesamt: 42 NOKs    | 55            | 55            | 16            | 110      | 126          |